# 二乙二醇二甲醚
二乙二醇二甲醚（英語：Diglyme），或双(2-甲氧基乙基)醚、二甘醇甲醚，是二甘醇的二甲基衍生物，一种高沸点的非质子极性溶剂。它是一种无色透明液体，具有微弱醚类气味，可与水、醇类、二甲醚以及烃类溶剂混溶。
二乙二醇二甲醚可用作溶劑、萃取劑，同時亦可應用於塑膠的生產。

## 製備
它可由二乙二醇一甲醚在氢氧化钠存在下，与氯甲烷
或硫酸二甲酯反应制得；也可由二甘醇与甲醇反应制得。

## 作為溶劑

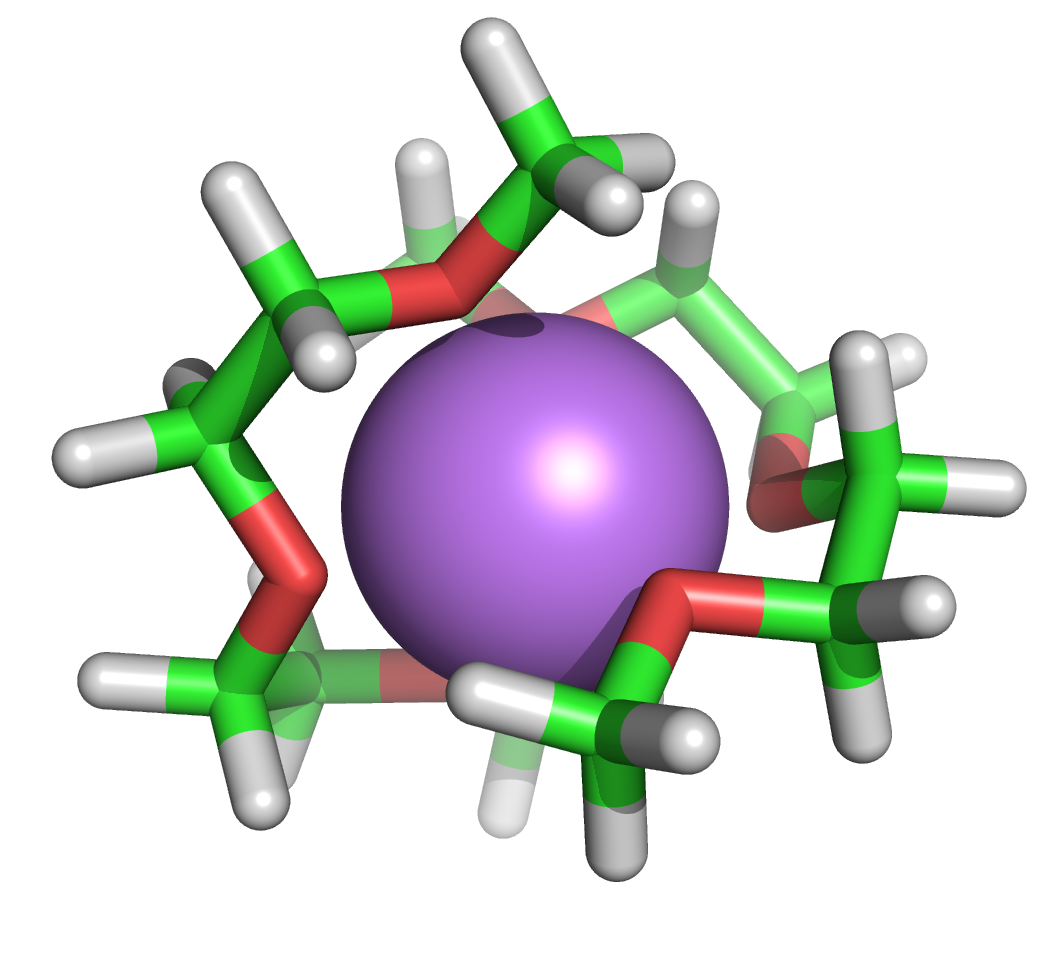
一分子锂阳离子被兩分子二乙二醇二甲醚螯合的示意图

二乙二醇二甲醚主要作为涉及到金屬或有機金屬化合物的反应中的溶剂。它能够螯合小的阳离子基团，使阴离子更易于反应。所以在使用金属有机试剂的反应，如格氏反应或使用金属氢化物进行的还原反应（如硼氢化反应）中使用本化合物可能能够显著的提高反应速率。
二乙二醇二甲醚亦能成為無機反應的溶劑，如氫化鋁鉀的合成：
{\displaystyle {\ce {LiAlH4 + KH -> KAlH4 + LiH}}}

它在高pH下的稳定性和高沸点使其非常适合作为有强碱参与的反应的溶剂或需要较高温度的反应的溶剂。

## 安全
二乙二醇二甲醚是第三級的易燃液體，同時是第1B級的生殖毒性物質，有機會損害生育能力與胎兒。二乙二醇二甲醚在身體內代謝成甲氧基乙酸，而這化合物以其毒性而知名。